# Клемпіна
Клемпіна (пол. Klępina) — село в Польщі, у гміні Новоґруд-Бобжанський Зеленогурського повіту Любуського воєводства.
Населення — 305 осіб (2011).
У 1975-1998 роках село належало до Зеленогурського воєводства.

## Демографія
Демографічна структура станом на 31 березня 2011 року:
|          | Загалом | Допрацездатний вік | Працездатний вік | Постпрацездатний вік |
| -------- | ------- | ------------------ | ---------------- | -------------------- |
| Чоловіки | 148     | 30                 | 102              | 16                   |
| Жінки    | 157     | 34                 | 91               | 32                   |
| Разом    | 305     | 64                 | 193              | 48                   |